# Spyridula Karydi
Spyridula Karydi (30 de enero de 2001) es una deportista de Grecia que compite en atletismo. Ganó una medalla de plata en el Campeonato Europeo de Atletismo Sub-23 de 2021, en la prueba de triple salto.